# Jagare
Jagare so naselje v mestu Banjaluka, Bosna in Hercegovina. 

## Deli naselja
Danilovići, Dodici, Dolovi, Jagare, Kajkuti, Karanovac, Kula, Peulje, Spahinci, Strane in Vranješi.

## Prebivalstvo
| Pregled števila prebivalcev po letih | Pregled števila prebivalcev po letih | Pregled števila prebivalcev po letih | Pregled števila prebivalcev po letih | Pregled števila prebivalcev po letih | Pregled števila prebivalcev po letih |
| ------------------------------------ | ------------------------------------ | ------------------------------------ | ------------------------------------ | ------------------------------------ | ------------------------------------ |
| 1948                                 | 1953                                 | 1961                                 | 1971                                 | 1981                                 | 1991                                 |
| -                                    | -                                    | 1.233                                | 1.259                                | 1.273                                | 1.269                                |

| Narodna sestava prebivalstva po letih                                                                                           | Narodna sestava prebivalstva po letih                                                                                             | Narodna sestava prebivalstva po letih                                                                                            |
| --- | --- | --- |
| 1971 | 1981 | 1991 |
| . skupaj: 1.259 Srbi 1.202 (95,47 %) Muslimani 45 (3,57 %) Hrvati 9 (0,71 %) Jugoslovani 0 (0,00 %) drugi in neznano 3 (0,23 %) | . skupaj: 1.273 Srbi 1.109 (87,11 %) Muslimani 38 (2,98 %) Hrvati 0 (0,00 %) Jugoslovani 85 (6,67 %) drugi in neznano 41 (3,22 %) | . skupaj: 1.269 Srbi 1.172 (92,35 %) Muslimani 54 (4,25 %) Hrvati 3 (0,23 %) Jugoslovani 33 (2,60 %) drugi in neznano 7 (0,55 %) |